# Список персонажей мультсериала «Пол-литровая мышь»
В перечисленном ниже списке представлены персонажи американского телевизионного мультсериала «Пол-литровая мышь».
Отличительной чертой персонажей «Поллитровой Мыши» является сверхпримитивная, гораздо более топорная чем, например, в сериале «Южный Парк», манера отрисовки. Все персонажи созданы режиссёром и мультипликатором Мэттом Майелларо.

## Основные персонажи

### Мышь Фицджеральд (англ.Mouse Fitzgerald)

Мышь Фицджеральд. Главный персонаж мультсериала «Пол-литровая мышь».
Способен выпивать по двенадцать бутылок пива за раз; умеет стрелять из многих видов огнестрельного оружия; управляет истребителем; грабит банки и музыкальные магазины; играет на гитаре.

Также известен как Фиц. Один из главных героев. Персонаж создан и озвучен Мэттом Майелларо и представляет собой антропоморфную зелёную мышь, склонную к алкоголизму.
Характер персонажа
Фицджеральд, будучи главным героем мультсериала, появляется во всех эпизодах, начиная с первого. По ходу развития сюжета его неоднократно посещают загадочные воспоминания из прошлого и флэшбэки, объяснения которым он пытается отыскать в окружающей реальности.

Всё это, как будто, какой-то поганый сон, от которого я никак не могу очнуться. Каждый раз, когда я оборачиваюсь, я вижу акулу, часы и какую-то фигню в виде глаза… Вот что интересно, у меня бывают странные воспоминания, как будто я где-то был раньше, как будто меня выдернули откуда-то по неясным мне причинам. У кого-то ещё такое бывает?— Из разговора Мыши в эпизоде Spharktasm
Характерные особенности поведения Фица формируют образ социопата, с отчётливыми признаками пивного алкоголизма и паранойи. Он не выполняет работу, порученную ему Акулой или Глазом. Вместо этого он грабит банк, музыкальный магазин, участвует в перестрелках и при этом всячески отрицает свою вину.

Коп: Вы, ребята, ничего не слышали… ограблении банка… насчёт?
Фиц: Ну… не-а!
Коп: Угнанный самолёт снаружи ваш? С мешками денег на заднем сиденье… чууувак?
Фиц: А в нём дырки от пуль есть?
Коп: Эээ… Нет.
Фиц: Тогда это не мой.— Из диалога Мыши и Полицейского в эпизоде Hired

Акула: Вы не сделали работу, так?
Фиц: Нет, делал.
Акула: Не-не-не-не. Не врите, потому что вы ведь её не делали.
Фиц: Делал.
Акула: И что же нужно было делать?
Фиц: А, всякое разное…— Из диалога Мыши и Акулы в эпизоде Signals
Параноидальные черты поведения Фица выражаются преимущественно в подозрительности по отношению к Акуле, Роде, Ликёру, Петуху и всем остальным, кто, как ему кажется, что-либо знает о его прошлом, в связи с чем он неоднократно устраивает допросы, наставляя на оппонентов огнестрельное оружие.
Своим единственным другом Фиц называет Скиллета, который поддерживает его во всех начинаниях. Мышь неоднократно освобождает своего друга из под ареста или из плена. Они вместе участвуют в ограблениях и перестрелках и вместе воюют в заключительных сериях.

### Скиллет (англ.Skillet)
Шиншилла Ски́ллет (Друган) (в сериале его называют белкой, тогда как сам Мэтт Майелларо утверждает, что это шиншилла) — лучший друг мыши. Говорить не умеет, общается только издавая писк (единственный звук, который издаёт Скиллет — неприятный писк — взят из третьей серии OVA-сериала Bastard!!, где его издаёт маленький дракончик Ларс). Играет на барабанах. 

### Арахисовый Коп (англ.Peanut Cop)

Арахисовый Коп

Полицейский, имеет тело голубого цвета, по форме напоминающее орех арахиса. Постоянно находится в состоянии алкогольного или наркотического опьянения. Должен охранять город, но вместо этого просто слоняется по городу и стреляет во всё подряд. Помогает Фицу и Скиллету в войне против робогалстуков, создав анти-антиречевой газ и выяснив слабое место робогалстуков — звонок будильника. Имеет двуствольное ружье, однако стреляет из него крайне неумело.
Персонаж озвучен Ником Вайенфельдом.
Цитаты

Моя кровь превратилась в бухло. Было бы неплохо, чтобы моё лицо превратилось в бухло. Вот бы моя кровь могла выпить моего лица, тогда б у нас всё было нормально.— Из разговора Копа в эпизоде Enjoy the Arm

### Петух (англ.Rooster)
(англ. Rooster)

Петух

Фермер, выращивающий корн-доги на корндоговых полях. Ранее был простым горожанином, но вскоре потерял дом, машину и почти всё остальное имущество, а сам попал на ферму. Выглядит как однорукий человек, при этом отсутствие руки не мешает ему играть кантри на гитаре. Рука, которую ему отрубили, пока он спал, обладает своего рода интеллектом и живёт вне зависимости от него самого. Рука способна помешать Акуле и Квадрату в осуществлении их планов по захвату города, поэтому за ней идёт охота.  
Персонаж озвучен вокалистом группы Nine Pound Hammer Скоттом Луалленом.

### Акула (англ.Shark)
(англ. Shark)
Босс Фицджеральда. Недолюбливает Квадратного Бизнесмена, хоть и сотрудничает с ним в одном большом деле. Хобби — убийства. Имеет огромную власть и всячески пытается это доказать Бизнесмену, который считает Акулу позёром. Всегда носит пуленепробиваемый жилет. 
Озвучен Адамом Ридом

### Квадратный Бизнесмен (англ.Rectangular Businessman)
Известен также как Квадратный парень. Выглядит как розовый квадрат. Озабочен своим огромным богатством. В бизнесе сотрудничает с Акулой. Носит очки, хотя не имеет глаз. Обладает некоей сверхъестественной силой. Имеет гораздо больше власти, чем Акула, и по неизвестным причинам сотрудничает с ним.
Озвучен Куртом Соколичем.

### Глаз (англ.Eye)

Глаз

Выглядит как гигантский глаз с двумя маленькими ножками. Довольно нерасторопный криминальный авторитет, которому должен денег Золотой Джо. Произнося слова, постоянно делает ударение на слоги, звучащие как «ай» — его имя на английском языке (Eye). Имеет двойника-близнеца, который по характеру — злодей и ренегат, угрожающий ему самому. Глаза недолюбливают и Акула, и Квадратный Бизнесмен.
Персонаж озвучен Ником Ингкайтанувэтом.

### Золотой Джо (англ.Golden Joe)
Выглядит как ушастый круглый человечек. Обладает визгливым голосом, несносным характером и золотым зубом с выгравированным на нём знаком доллара. Читает хип-хоп и в целом своей манерой разговора напоминает рэпера. Обладает способностью телепортироваться, издавая при этом специфический звук. Любит пить пиво и ездить на автомобиле. Вооружён небольшим полуавтоматом.
Озвучен Вишелом Роуни.

### Рода (англ.Rhoda)
(англ. Rhoda)

Рода

Бармен. Выглядит, как одноглазый шар бирюзового цвета с усами, чубом и двумя трехпалыми конечностями. Всегда подаёт Фицу его любимый заказ — двенадцать бутылок пива. Верит, что Квадратный Бизнесмен и Петух являются корнями зла в их обществе. Персонажи называют Роду то мужчиной, то женщиной. Был убит Квадратным бизнесменом.
Озвучкой персонажа занимался актёр Дейв Уиллис.

## Второстепенные персонажи

### Муженщина (англ.Man/Woman)
Девушка, которая работает в местном баре и любит играть в мяч. Время от времени появляется на пару секунд на первом плане и издаёт громкий звук сигнальной сирены. При необходимости может превращаться в мужчину, произнося «Мужская сила, активируйся!» (или другими способами). Превращение происходит при условии, что рядом нет мёртвой индейки. 
Озвучена Бонни Розмарин.

### Ликёр (англ.Liquor)
Существо, похожее на трубочку для коктейлей с глазами. Хозяин алкогольного магазина, в который любит захаживать Фицджеральд. Знает о мире, в котором живёт, больше, чем все вокруг, но старательно это скрывает и всячески мешает другим сообщать информацию Фицу. Неуязвим к воздействию огнестрельного оружия.
Озвучен Мэттом Харриганом.

### Призрак (англ.The New Guy)
Похожее на зонтик существо с четырьмя ногами и моргающими горизонтально глазами. Не разговаривает. Очень любит танцевать с обручем под песню Тонга Хити «Princess Cruiser». Неравнодушен к Скиллету, которого вечно гипнотизирует. Был съеден Акулой, а затем извлечён из его чрева.

### Паук (англ.Spider)
Имя говорит само за себя. Изначально был направлен Ликёром, чтобы захватить Петуха, но в итоге подружился с последним. Петух утверждает, что знает его. Паук умеет играть на рояле.

### Шустрик (англ.Pronto — the Archerist)
Напоминает тряпичную куклу, которая перекатывается с места на место. Профессиональный стрелок из лука, мастер своего дела. Наёмник Акулы и Квадратного Бизнесмена. Украл у Акулы амулет для пробуждения Амалоха, в результате чего был  съеден самим же Амалохом. Напоминает китайца.

### Продюсер (англ.The Talent Scout / Record producer)
Личность, которая всё продюсирует. Любит много преувеличивать и восхищаться всем вокруг, при этом прогибаясь телом назад. Его много раз убивают, после чего он воскресает. Однажды был контролируем рукой Петуха.
Озвучен Мэттом Томпсоном.

### Занудная женщина (англ.Annoying (Green Sweatered) Woman)
Говорит всем, что надо и что не надо делать. После того, как она была убита Акулой и Квадратным Бизнесменом, её тело попало в руки Фица и Скиллета. При небольшой «модернизации» Скиллета стала подобием Терминатора с огромными пулемётами, после чего убила Акулу.
Озвучена Милиссой Варренбург.

### Часы (англ.Clock)
Приятель Акулы и Квадрата. Выпускает часовой газ, который не позволяет жертвам разговаривать. Может ползать по стенам и телепортироваться. Считается самым загадочным персонажем в сериале. Каждый персонаж имеет своё мнение по поводу предназначения часов.

### Жучок (англ.Camera Bug)
Шпион Акулы, созданный для слежки за Фицем и Скиллетом, а также другими жителями города. Акула их очень не любит.

### Амалох (англ.Amaloh)
Огнедышащий многорукий монстр из преисподней, которого вызвал Шустрик при помощи украденного амулета. Амалох съедает Шустрика и начинает танцевать «брейк-данс смерти». Несёт смерть и разрушение городу, при этом ему не чужды высокие чувства — он трепетно относится к цветку со своей могилы.

### Тень (англ.Shadow Figure)
Фигура, которая стоит за всем происходящим. Монстр, не имеющий лица; обычно появляется из некой загадочной двери. Передвигается на герметичном фургоне и стреляет дротиками. Не говорит, а невнятно бормочет себе под нос.

### Ариа (англ.Aria)
Учёный, работает с профессором Вилксом. Пробуждает Фица и пытается получить его помощь в поиске Ящика миров, начиная с эпизода "First 12" (первая серия третьего сезона).

### Профессор Вилкс (англ.Professor Wilks)
Начальник Арии, предположительно работает против Фица (это окончательно проясняется в 6 серии третьего сезона, "Reveal").